# Rhagonycha roubali
Rhagonycha roubali es una especie de coleóptero de la familia Cantharidae.

## Distribución geográfica
Habita en Rusia.